# Floyd Patterson
Floyd Patterson (n. 4 ianuarie 1935, Waco, Texas, SUA – d. 11 mai 2006, New Paltz⁠(d), New Paltz⁠(d), New York, SUA) a fost un campion american de box la categoria grea.

## Date biografice
Patterson provenea dintr-o familie săracă din New York cu probleme sociale. A crescut în Brooklyn. În tinerețe a avut câteva conflicte cu poliția americană. Este descoperit de legendarul antrenor Cus D'Amato și a început să practice boxul sub îndrumarea acestuia.
Ca amator
- câștigă între anii 1951 - 1952 „Golden Gloves“
- în 1952 devine campion național al SUA
- la Jocurile Olimpice de la Helsinki (1952) câștigă medalia de aur la categoria mijlocie în finală făcându-l Ko în repriza 1 pe românul Vasile Tita.

Ca profesionist
- în septembrie 1952 învinge prin KO pe Eddie Godbold
- prima înfrângere o suferă în 1954 în fața lui Joey Maxim
- după retragerea campionului Rocky Marciano, va câștiga medalia de aur la Jocurile Olimpice de la Melbourne (1956)
- pierde titlul de campion în 1959 în fața suedezului Ingemar Johansson, pe care îl va învinge însă în 1960
- păstrează titlul de campion mondial până în septembrie 1962, când va fi învins în prima rundă de Sonny Liston
- în noiembrie 1965 Sonny Liston își va apăra titlul de campion în fața lui Patterson
- în ultimul său meci, Patterson va pierde în 1972 în fața lui Muhammad Ali

În cariera sa de boxer, Floyd Patterson a jucat 64 de meciuri, din care a câștigat de 55 ori, a pierdut de 8 ori, iar un meci s-a încheiat la egalitate. În comparație cu adversarii săi, Patterson era mai ușor, el avea circa 85 kg. El era cunoscut însă prin stilul său iute de a sări propriu-zis asupra adversarului și de a-i aplica un croșeu decisiv.

## Rezultate în boxul profesionist
| Nmr. | Rez.       | Rezultat general | Adversar            | Tip | Runda, timp   | Data         | Locație                                                    | Note                                             |
| ---- | ---------- | ---------------- | ------------------- | --- | ------------- | ------------ | ---------------------------------------------------------- | ------------------------------------------------ |
| 64   | Înfrângere | 55–8–1           | Muhammad Ali        | RTD | 7 (12), 3:00  | Sep 20, 1972 | Madison Square Garden, New York City, New York, U.S.       | For NABF heavyweight title                       |
| 63   | Victorie   | 55–7–1           | Pedro Agosto        | TKO | 6 (10), 3:00  | Jul 14, 1972 | Singer Bowl, New York City, New York, U.S.                 |                                                  |
| 62   | Victorie   | 54–7–1           | Oscar Bonavena      | UD  | 10            | Feb 11, 1972 | Madison Square Garden, New York City, New York, U.S.       |                                                  |
| 61   | Victorie   | 53–7–1           | Charlie Harris      | KO  | 6 (10), 2:31  | Nov 23, 1971 | Multnomah County Exposition Center, Portland, Oregon, U.S. |                                                  |
| 60   | Victorie   | 52–7–1           | Vic Brown           | UD  | 10            | Aug 21, 1971 | Peace Bridge Arena, Fort Erie, Ontario, Canada             |                                                  |
| 59   | Victorie   | 51–7–1           | Charley Polite      | UD  | 10            | Jul 17, 1971 | Erie Arena, Erie, Pennsylvania, U.S.                       |                                                  |
| 58   | Victorie   | 50–7–1           | Terry Daniels       | UD  | 10            | 26 mai 1971  | Cleveland Arena, Cleveland, Ohio, U.S.                     |                                                  |
| 57   | Victorie   | 49–7–1           | Roger Russell       | TKO | 9 (10), 1:29  | Mar 29, 1971 | Philadelphia Arena, Philadelphia, Pennsylvania, U.S.       |                                                  |
| 56   | Victorie   | 48–7–1           | Levi Forte          | KO  | 2 (10), 2:20  | Jan 16, 1971 | Convention Center, Miami Beach, Florida, U.S.              |                                                  |
| 55   | Victorie   | 47–7–1           | Charley Green       | KO  | 10 (10), 1:15 | Sep 15, 1970 | Madison Square Garden, New York City, New York, U.S.       |                                                  |
| 54   | Înfrângere | 46–7–1           | Jimmy Ellis         | PTS | 15            | Sep 14, 1968 | Råsunda Stadium, Stockholm, Sweden                         | For WBA heavyweight title                        |
| 53   | Înfrângere | 46–6–1           | Jerry Quarry        | MD  | 12            | Oct 28, 1967 | Grand Olympic Auditorium, Los Angeles, California, U.S.    |                                                  |
| 52   | Remiză     | 46–5–1           | Jerry Quarry        | MD  | 12            | Jun 9, 1967  | Memorial Coliseum, Los Angeles, California, U.S.           |                                                  |
| 51   | Victorie   | 46–5             | Bill McMurray       | KO  | 1 (10), 2:37  | Jun 9, 1967  | Civic Arena, Pittsburgh, Pennsylvania, U.S.                |                                                  |
| 50   | Victorie   | 45–5             | Willie Johnson      | KO  | 3 (10), 2:05  | Feb 13, 1967 | Municipal Auditorium, Miami Beach, Florida, U.S.           |                                                  |
| 49   | Victorie   | 44–5             | Henry Cooper        | KO  | 4 (10), 2:10  | Sep 20, 1966 | Empire Pool, London, England                               |                                                  |
| 48   | Înfrângere | 43–5             | Muhammad Ali        | TKO | 12 (15), 2:18 | Nov 22, 1965 | Las Vegas Convention Center, Winchester, Nevada, U.S.      | For WBC, The Ring, and lineal heavyweight titles |
| 47   | Victorie   | 43–4             | Tod Herring         | TKO | 3 (10), 0:40  | 14 mai 1965  | Stockholm, Sweden                                          |                                                  |
| 46   | Victorie   | 42–4             | George Chuvalo      | UD  | 12            | Feb 1, 1965  | Madison Square Garden, New York City, New York, U.S.       |                                                  |
| 45   | Victorie   | 41–4             | Charlie Powell      | KO  | 6 (10), 1:21  | Dec 12, 1964 | Hiram Bithorn Stadium, San Juan, Puerto Rico               |                                                  |
| 44   | Victorie   | 40–4             | Eddie Machen        | PTS | 12            | Jul 5, 1964  | Råsunda Stadium, Stockholm, Suedia                         |                                                  |
| 43   | Victorie   | 39–4             | Santo Amonti        | TKO | 8 (10), 2:25  | Jan 6, 1964  | Stockholm, Suedia                                          |                                                  |
| 42   | Înfrângere | 38–4             | Sonny Liston        | KO  | 1 (15), 2:10  | Jul 22, 1963 | Las Vegas Convention Center, Winchester, Nevada, U.S.      | For WBC, The Ring, and world heavyweight titles  |
| 41   | Înfrângere | 38–3             | Sonny Liston        | KO  | 1 (15), 2:06  | Sep 25, 1962 | Comiskey Park, Chicago, Illinois, U.S.                     | Lost The Ring and world heavyweight titles       |
| 40   | Victorie   | 38–2             | Tom McNeeley        | KO  | 4 (15), 2:51  | Dec 4, 1961  | Maple Leaf Gardens, Toronto, Ontario, Canada               | Retained The Ring and world heavyweight titles   |
| 39   | Victorie   | 37–2             | Ingemar Johansson   | KO  | 6 (15), 2:45  | Mar 13, 1961 | Exhibition Hall, Miami Beach, Florida, U.S.                | Retained The Ring and world heavyweight titles   |
| 38   | Victorie   | 36–2             | Ingemar Johansson   | KO  | 5 (15), 1:51  | Jun 20, 1960 | Polo Grounds, New York City, New York, U.S.                | Won The Ring and world heavyweight titles        |
| 37   | Înfrângere | 35–2             | Ingemar Johansson   | TKO | 3 (15), 2:03  | Jun 26, 1959 | Yankee Stadium, New York City, New York, U.S.              | Lost The Ring and world heavyweight titles       |
| 36   | Victorie   | 35–1             | Brian London        | KO  | 11 (15), 0:51 | 1 mai 1959   | Fairgrounds Coliseum, Indianapolis, Indiana, U.S.          | Retained The Ring and world heavyweight titles   |
| 35   | Victorie   | 34–1             | Roy Harris          | RTD | 12 (15)       | Aug 18, 1958 | Wrigley Field, Los Angeles, California, U.S.               | Retained The Ring and world heavyweight titles   |
| 34   | Victorie   | 33–1             | Pete Rademacher     | KO  | 6 (15), 2:57  | Aug 22, 1957 | Sick's Stadium, Seattle, Washington, U.S.                  | Retained The Ring and world heavyweight titles   |
| 33   | Victorie   | 32–1             | Tommy Jackson       | TKO | 10 (15), 1:52 | Jul 29, 1957 | Polo Grounds, New York City, New York, U.S.                | Retained The Ring and world heavyweight titles   |
| 32   | Victorie   | 31–1             | Archie Moore        | KO  | 5 (15), 2:27  | Nov 30, 1956 | Chicago Stadium, Chicago, Illinois, U.S.                   | Won vacant The Ring and world heavyweight titles |
| 31   | Victorie   | 30–1             | Tommy Jackson       | SD  | 12            | Jun 8, 1956  | Madison Square Garden, New York City, New York, U.S.       |                                                  |
| 30   | Victorie   | 29–1             | Alvin Williams      | KO  | 3 (10), 1:58  | Apr 10, 1956 | Memorial Hall, Kansas City, Missouri, U.S.                 |                                                  |
| 29   | Victorie   | 28–1             | Jimmy Walls         | TKO | 2 (10), 2:29  | Mar 12, 1956 | New Britain, Connecticut, U.S.                             |                                                  |
| 28   | Victorie   | 27–1             | Jimmy Slade         | TKO | 7 (10), 2:05  | Dec 8, 1955  | Grand Olympic Auditorium, Los Angeles, California, U.S.    |                                                  |
| 27   | Victorie   | 26–1             | Calvin Brad         | KO  | 1 (10), 2:58  | Oct 13, 1955 | Grand Olympic Auditorium, Los Angeles, California, U.S.    |                                                  |
| 26   | Victorie   | 25–1             | Dave Whitlock       | KO  | 3 (10), 0:52  | Sep 29, 1955 | Winterland Arena, San Francisco, California, U.S.          |                                                  |
| 25   | Victorie   | 24–1             | Alvin Williams      | TKO | 8 (10), 2:28  | Sep 8, 1955  | Moncton, New Brunswick, Canada                             |                                                  |
| 24   | Victorie   | 23–1             | Archie McBride      | KO  | 7 (10), 1:46  | Jul 6, 1955  | Madison Square Garden, New York City, New York, U.S.       |                                                  |
| 23   | Victorie   | 22–1             | Yvon Durelle        | RTD | 5 (10)        | Jun 23, 1955 | Newcastle, New Brunswick, Canada                           |                                                  |
| 22   | Victorie   | 21–1             | Esau Ferdinand      | TKO | 10 (10), 2:49 | Mar 17, 1955 | Civic Auditorium, Oakland, California, U.S.                |                                                  |
| 21   | Victorie   | 20–1             | Don Grant           | TKO | 5 (10), 1:13  | Jan 17, 1955 | Eastern Parkway Arena, New York City, New York, U.S.       |                                                  |
| 20   | Victorie   | 19–1             | Willie Troy         | TKO | 5 (8)         | Jan 7, 1955  | Madison Square Garden, New York City, New York, U.S.       |                                                  |
| 19   | Victorie   | 18–1             | Jimmy Slade         | UD  | 8             | Nov 19, 1954 | Madison Square Garden, New York City, New York, U.S.       |                                                  |
| 18   | Victorie   | 17–1             | Joe Gannon          | UD  | 8             | Oct 22, 1954 | Madison Square Garden, New York City, New York, U.S.       |                                                  |
| 17   | Victorie   | 16–1             | Esau Ferdinand      | UD  | 8             | Oct 11, 1954 | St. Nicholas Arena, New York City, New York, U.S.          |                                                  |
| 16   | Victorie   | 15–1             | Tommy Harrison      | TKO | 1 (8), 1:29   | Aug 2, 1954  | Eastern Parkway Arena, New York City, New York, U.S.       |                                                  |
| 15   | Victorie   | 14–1             | Jacques Royer Crecy | TKO | 7 (8)         | Jul 12, 1954 | St. Nicholas Arena, New York City, New York, U.S.          |                                                  |
| 14   | Înfrângere | 13–1             | Joey Maxim          | UD  | 8             | Jun 7, 1954  | Eastern Parkway Arena, New York City, New York, U.S.       |                                                  |
| 13   | Victorie   | 13–0             | Jesse Turner        | UD  | 8             | 10 mai 1954  | Eastern Parkway Arena, New York City, New York, U.S.       |                                                  |
| 12   | Victorie   | 12–0             | Alvin Williams      | UD  | 8             | Apr 19, 1954 | Eastern Parkway Arena, New York City, New York, U.S.       |                                                  |
| 11   | Victorie   | 11–0             | Sammy Brown         | TKO | 2 (10), 1:40  | Mar 30, 1954 | Turner's Arena, Washington, D.C., U.S.                     |                                                  |
| 10   | Victorie   | 10–0             | Yvon Durelle        | UD  | 8             | Feb 15, 1954 | Eastern Parkway Arena, New York City, New York, U.S.       |                                                  |
| 9    | Victorie   | 9–0              | Dick Wagner         | TKO | 5 (8), 2:29   | Dec 14, 1953 | Eastern Parkway Arena, New York City, New York, U.S.       |                                                  |
| 8    | Victorie   | 8–0              | Wes Bascom          | UD  | 8             | Oct 19, 1953 | Eastern Parkway Arena, New York City, New York, U.S.       |                                                  |
| 7    | Victorie   | 7–0              | Gordon Wallace      | TKO | 3 (8), 0:52   | Jun 1, 1953  | Eastern Parkway Arena, New York City, New York, U.S.       |                                                  |
| 6    | Victorie   | 6–0              | Dick Wagner         | SD  | 8             | Apr 13, 1953 | Eastern Parkway Arena, New York City, New York, U.S.       |                                                  |
| 5    | Victorie   | 5–0              | Chester Mieszala    | TKO | 5 (6), 1:25   | Jan 28, 1953 | Chicago Stadium, Chicago, Illinois, U.S.                   |                                                  |
| 4    | Victorie   | 4–0              | Lalu Sabotin        | TKO | 5 (8), 1:30   | Dec 29, 1952 | Eastern Parkway Arena, New York City, New York, U.S.       |                                                  |
| 3    | Victorie   | 3–0              | Lester Johnson      | TKO | 3 (6), 1:26   | Oct 31, 1952 | Madison Square Garden, New York City, New York, U.S.       |                                                  |
| 2    | Victorie   | 2–0              | Sammy Walker        | TKO | 2 (6), 0:47   | Oct 6, 1952  | Eastern Parkway Arena, New York City, New York, U.S.       |                                                  |
| 1    | Victorie   | 1–0              | Eddie Godbold       | KO  | 4 (6), 1:39   | Sep 12, 1952 | St. Nicholas Arena, New York City, New York, U.S.          | Professional debut                               |